# ࢻ
Le fāʾ africain ou fāʾ warsh est une lettre de l’alphabet arabe utilisée dans l’écriture de certaines langues d’Afrique de l’Ouest. Elle correspond au fāʾ de l’écriture warsh, ses formes isolée et finale sont sans point comme celle du fāʾ sans point ‹ ڡ ‍ڡ › et ses formes initiale et médiane ont un point souscrit comme celles du fāʾ point souscrit ‹ ڢ‍ ‍ڢ‍ ›.

## Représentation informatique
| formes | représentations | chaînes de caractères | points de code | descriptions              |
| ------ | --------------- | --------------------- | -------------- | ------------------------- |
| lettre | ࢻ               | ࢻ                     | U+08BB         | lettre arabe fāʾ africain |